# یون سونگ آه
یون سونگ آه  (کره‌ای: 윤승아؛ زادهٔ ۲۹ سپتامبر ۱۹۸۳) بازیگر اهل کره جنوبی است.

## حرفه
یون کار حرفه‌ای خود را به عنوان مدل آغاز کرد، و در مجلات CeCi، و Elle Girl Korea، Vogue Girl Korea و Cosmopolitan Korea ظاهر شد و با Nivea و J.Estina قرارداد انحصاری بست. نخستین بار در سال ۲۰۰۶ با حضور در دو موزیک ویدئو توسط الکس چو و جی سان مورد توجه قرار گرفت.
یون حرفه بازیگری را با بازی در نقش‌های حمایت‌کننده در سریال‌های Playful Kiss و افسانه خورشید و ماه دنبال کرد. در سریال افسانه خورشید و ماه، به بازی در نقش خدمتکار یئون وو پرداخت که تبدیل به شمشیرزنی ماهر می‌شود. در این سریال در کنار بازیگرانی چون کیم سو هیون، هان گا این، جانگ ایل وو، کیم مین سو و سونگ جائه هی ایفای نقش کرد.
اولین نقش برجسته او در سال ۲۰۱۲ و در سریال کمدی رمانتیک Ms Panda and Mr Hedgehog (خانم پاندا و آقای خارپشت) بود و نقش صاحب یک فروشگاه کیک را مقابل Lee Donghae بازی کرد.

## زندگی شخصی
در فوریه ۲۰۱۲ دوستی یون با بازیگر دیگری به نام کیم مو یول تأیید شد. یون و کیم نامزد کردند تا در ۴ آوریل ۲۰۱۵ ازدواج کنند.

## فیلم‌شناسی

### مجموعه تلویزیونی
- رنگین کمان رمانتیک (MBC, 2005) (guest appearance)
- Unstoppable High Kick! (MBC, 2006) (bit part)
- پرنس کافه (MBC, 2007) (bit part, ep 1)
- قهرمان (MBC, 2009)
- بوسه شیطنت‌آمیز (MBC, 2010)
- همهٔ عشق من (MBC, 2010)
- افسانه خورشید و ماه (MBC, 2012)
- خانم پاندا و آقای هدگه هگ (Channel A, 2012)
- امپراطوری از طلا (SBS, 2013)
- بعد از مدرسه:خوش شانس یا نه  (Nate Hoppin/BTV/T-store, 2013) (cameo, ep ۲)
- من به رمانتیک نیاز دارم (tvN, 2014)

### فیلم
- تایلندی (۲۰۰۶)
- هوان (حیله) (۲۰۰۸)
- زنگ مرده ۲:اردوگاه خونی (۲۰۱۰)
- خداحافظ خندهٔ من (۲۰۱۱)
- همسایه‌های بامزه  (۲۰۱۱)
- میراث (۲۰۱۴)